# Eulis Báez
Eulis Báez   (Santo Domingo, 18 de març de 1982) és un jugador professional de bàsquet dominicà.

## Carrera esportiva
Va començar jugant l'any 2000 a l'equip de Los Minas de la seva República Dominicana natal, alternant la seva participació en diferents equips de la lliga universitària dels Estats Units, fins que la temporada 2005-06 arriba a la lliga espanyola per jugar a l'Akasvayu Vic de LEB 2. L'any 2007, amb l'equip vigatà, guanya la Copa LEB Plata i la Lliga LEB PLata. El 2008 fitxa pel Grupo Begar León de LEB Or, debutant el 2009 a l'ACB amb el Blancos de Rueda Valladolid, on jugaria dues temporades. En acabar el seu contracte tonaria a la República Dominicana per jugar amb el Leones de Santo Domingo, amb qui es va proclamar campió de lliga. En el mes d'octubre de 2011 torna a la Lliga Endesa per jugar amb el FIATC Joventut de Badalona. Tot i tenir contracte per dues temporades amb l'equip badaloní només hi jugarà una. A començaments de la temporada 2012-13 fitxa per l'Herbalife Gran Canaria. Amb l'equip canar guanyarà la Supercopa Endesa (2017).

### Internacional
Debuta amb la selecció dominicana l'any 2011 al Torneig de les Amèriques, on va aconseguir la medalla de bronze. El 2012 aconsegueix l'or al campionat Centrobasket disputat a San Juan, i participa en el preolímpic de Caracas. Va disputar la copa FIBA Amèrica els anys 2013 i 2015, i el 2014 va jugar també el campionat del Món celebrat a Espanya. Els anys 2017 i 2018 també ha disputat la fase de classificació per al campionat del Món de 2019.